# Microdus friedensis
Microdus friedensis là một loài rêu trong họ Dicranaceae. Loài này được D.H. Norris & T.J. Kop. mô tả khoa học đầu tiên năm 1990.